# Tête de l'Homme
La Tête de l'Homme (3202 m s.l.m.) è una montagna delle Alpi Cozie, situata sul confine tra Francia ed Italia. Appartiene al gruppo dello Chambeyron.

## Caratteristiche

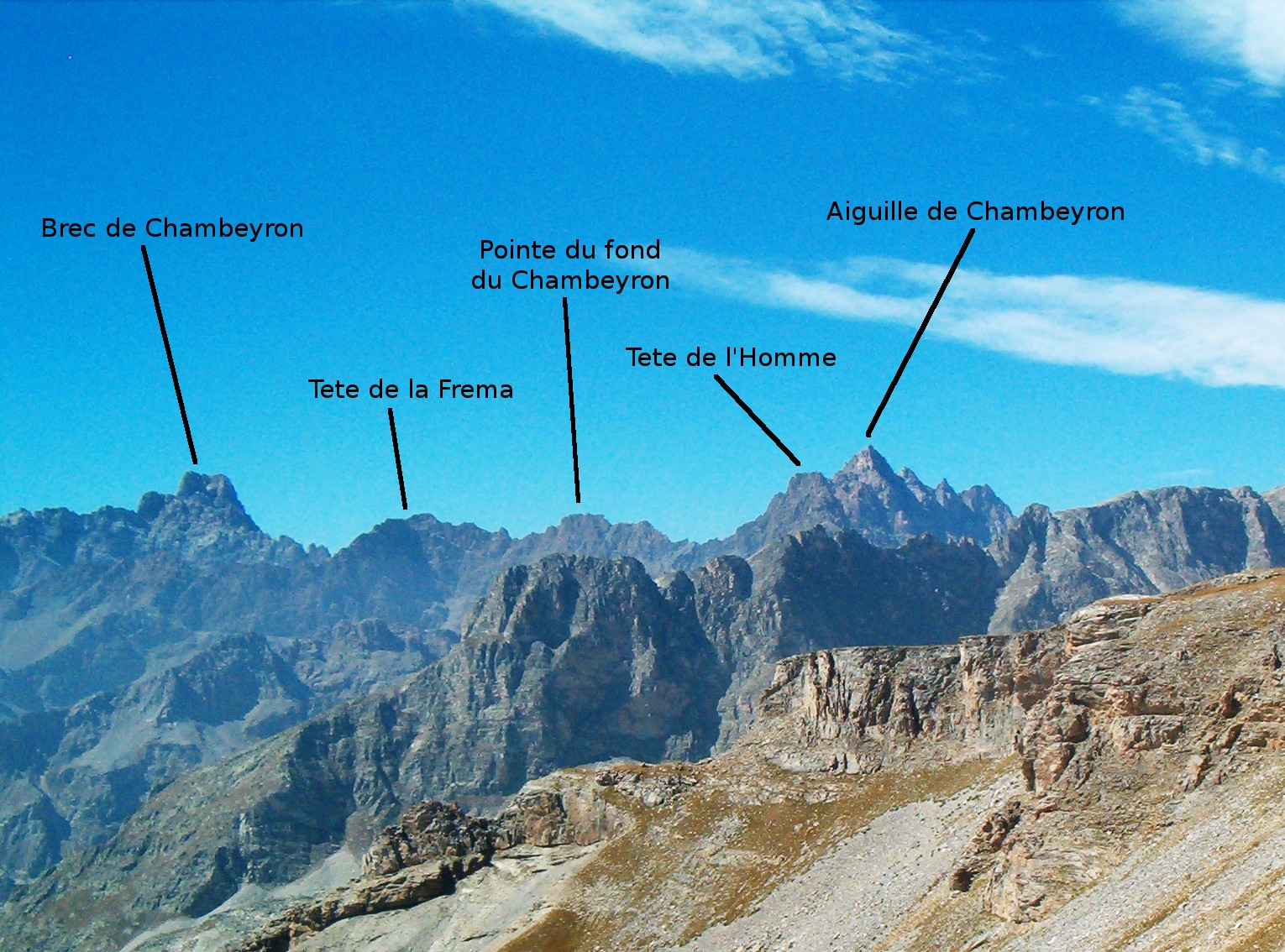
Il gruppo dello Chambeyron da est.

Si trova sullo spartiacque alpino principale, a cavallo tra l'italiana valle Maira e la francese valle dell'Ubaye. Dal versante italiano la vetta è in comune di Acceglio, mentre da quello francese è nel comune di Saint-Paul-sur-Ubaye.
La cresta alpina principale scende in direzione sud-sud-ovest dalla Testa del Vallonetto al col de Marinet (2785 m), da dove risale alla vetta; di qui la cresta ridiscende al passo di Terre Nere (3035 m), risale alla cima del Point Fond de Chambeyron, riscende ad un colletto e raggiunge la Tête de la Frema. Dalla vetta dirama in direzione ovest una dorsale secondaria, che piegando poi a nord-ovest raggiunge l'Aiguille de Chambeyron.
Dal punto di vista geologico, la montagna appartiene al complesso brianzonese, e risulta composta da scisti calcarei ed ardesiaci, e calcari marmorei, di età compresa tra l'Eocene inferiore ed il Cretaceo superiore.
Il nome significa testa dell'uomo in francese.

## Ascensione alla vetta
La via normale si sviluppa sul versante sud-ovest, dal lato francese.
L'avvicinamento dalla val Maira ha inizio dalla frazione Chiappera di Acceglio; da qui si sale al rifugio Stroppia, indi al vallonasso di Stroppia, che si risale fino al bivacco Barenghi, che può fungere da punto d'appoggio. Dal bivacco si raggiunge il soprastante colle Gippiera (2927 m), posto tra la Tête de la Frema ed il Brec de Chambeyron. Da qui vi sono due possibilità: o scendere al sottostante lago dei 9 colori, costeggiandolo ad ovest fino ad arrivare ai piedi della parete sud-ovest; oppure traversare a mezza costa, fino alla conca ai piedi del versante sud-ovest della montagna. Qui giunti, si risale un canale obliquo (pendenza di 35° circa) fino a sbucare in cresta, da dove si raggiunge la vetta con facile arrampicata. Il percorso è di tipo alpinistico, con grado di difficoltà valutato in F senza neve, e F+ con il canale terminale innevato.
È possibile avvicinarsi anche dal versante francese, raggiungendo il lago dei 9 colori dalla frazione Fouillouse di Saint-Paul-sur-Ubaye per il vallone dello Chambeyron, appoggiandosi eventualmente al rifugio Chambeyron.